# Chengxiang, Yongchun
Chengxiang (kinesiska: 呈祥) är en socken i sydöstra Kina. Den ligger i Yongchun härad i staden Quanzhou i provinsen Fujian, omkring 140 kilometer sydväst om provinshuvudstaden Fuzhou. Antalet invånare är 6 206. Befolkningen består av 2 970 kvinnor och 3 236 män. Barn under 15 år utgör 16,0 %, vuxna 15-64 år 75 %, och äldre över 65 år 8,0 %.